# Herculano de Oliveira
Herculano de Oliveira (né le 20 avril 1946 à Casal de Comba) est un coureur cycliste portugais. Professionnel de 1966 à 1975, il remporte trois étapes du Tour du Portugal. Il participe également à deux éditions du Tour de France.

## Palmarès
- 1967
  - 12e étape du Tour du Portugal

- 1969
  - 17eb étape du Tour du Portugal

- 1972
  - 13e étape du Tour du Portugal

- 1973
  - 2e du championnat du Portugal sur route

## Résultats sur les grands tours

### Tour de France
2 participations
- 1973 : 45e
- 1974 : abandon (14e étape)

### Tour d'Espagne
1 participation 
- 1975 : 35e